# Edward S. Morse

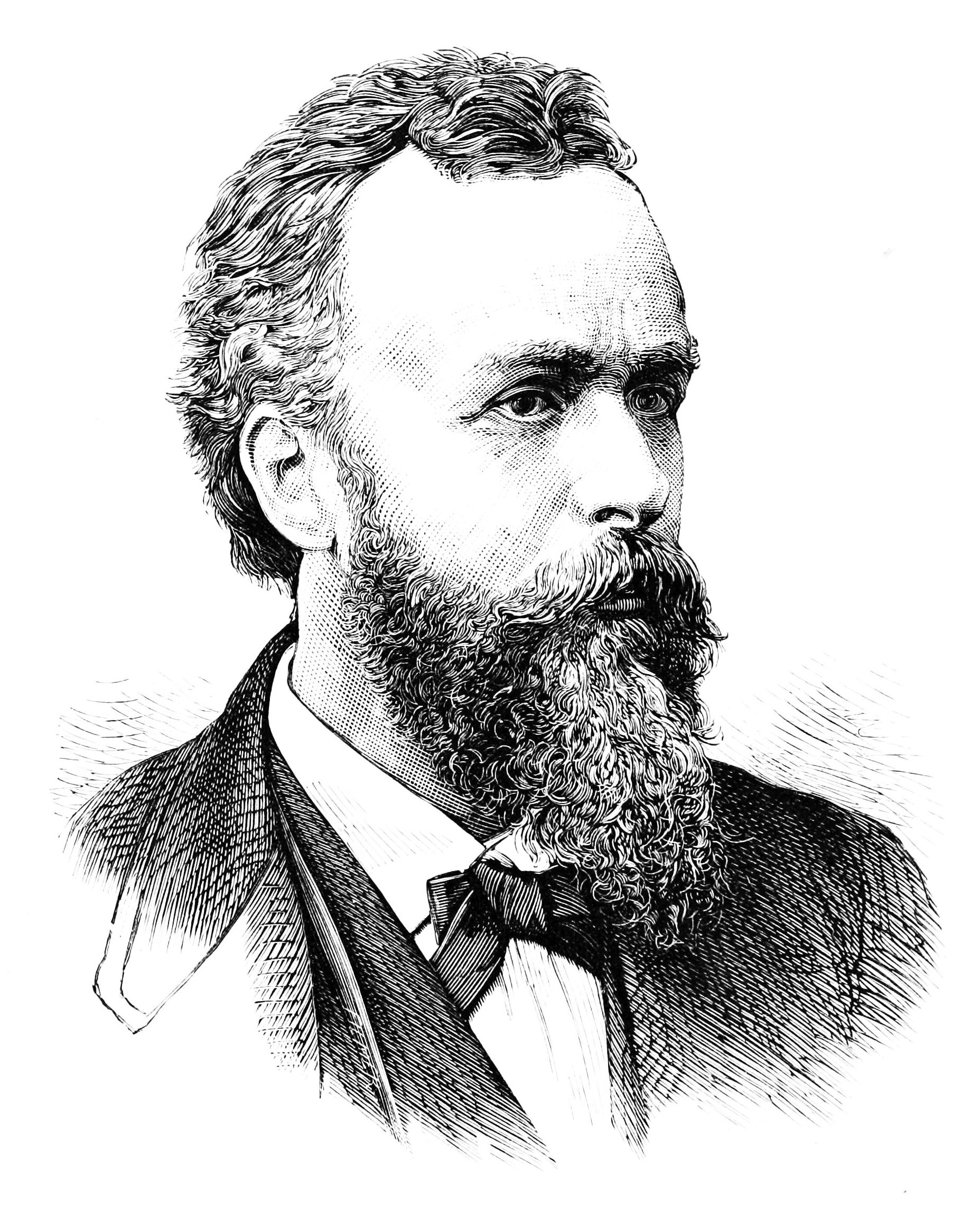
Edward S. Morse 1878

Edward Sylvester Morse (* 18. Juni 1838 in Portland (Maine); † 20. Dezember 1925 in Salem (Massachusetts)) war ein US-amerikanischer Malakologe, Archäologe und Experte für japanische Keramik.
Morses Eltern waren Jonathan Kimball Morse, ein Prediger der Kongregationalisten, und dessen Frau Jane Seymour Beckett aus Cape Elizabeth. Edward war in der Schule wenig erfolgreich und wurde regelmäßig relegiert, hatte dafür aber Erfolge als Schnecken- und Muschelsammler und entdeckte noch als Jugendlicher zwei neue Arten. Hauptberuflich arbeitete er als technischer Zeichner. Aufgrund seines Rufs als Sammler und seiner zeichnerischen Fähigkeiten wurde er Assistent von Louis Agassiz am Museum of Comparative Zoology der Harvard University. Er betreute dort die Sammlung von Mollusken und Brachiopoden. 1863 gründete er mit anderen Agassiz-Schülern die Zeitschrift The American Journalist und wurde einer der Herausgeber. 1864 veröffentlichte er ein Buch über die terrestrischen Mollusken von Maine und 1870 eines über Brachiopoden, die er zu den Würmern zählte. Ab 1871 war er Professor für Vergleichende Anatomie und Zoologie am Bowdoin College und ab 1874 Lecturer in Harvard.
1877 besuchte er erstmals Japan, um Brachiopoden zu sammeln. Er blieb drei Jahre, nachdem ihm eine Professur für Zoologie an der Kaiserlichen Universität in Tokio angeboten wurde. Das war der Öffnung Japans in der Meiji-Zeit zu verdanken. Er sammelte und studierte auch japanische Keramik (auf ihn geht danach der Begriff Jōmon-Zeit zurück) und er erkannte die Bedeutung von Muschelhaufen für die japanische Archäologie. Als Zoologe gründete er ein Labor für Meeresbiologie in Enoshima. 1885 veröffentlichte er ein Buch über japanische Wohnkultur (Japanese Homes and their Surroundings, New York: Harper). Er kehrte noch mehrmals in den 1880er Jahren nach Japan zurück und besuchte auch Südostasien und Europa.
1890 wurde er Kurator für Keramik am Museum of Fine Arts, Boston und 1880 bis 1914 war er außerdem Direktor des Peabody Museum of Archaeology and Ethnology in Salem. 1914 wurde er Vorstand des Museum of Fine Arts und 1915 des Peabody-Museums.
Als Freund des Astronomen Percival Lowell besuchte er mehrfach dessen Observatorium in Flagstaff und veröffentlichte 1906 das Buch Mars and its Mysteries, um Lowells Thesen vom Leben auf dem Mars zu verteidigen.
1869 wurde er in die American Academy of Arts and Sciences gewählt. 1876 wurde er Fellow der National Academy of Sciences. 1883 wurde er Vizepräsident und 1886 Präsident der American Association for the Advancement of Science. 1898 erhielt er den japanischen Orden der Aufgehenden Sonne 3. Klasse und 1922 den Orden des Heiligen Schatzes 2. Klasse.
Am 18. Juni 1863 heiratete Edward Ellen Elizabeth Owen (1837–1911). Aus dieser Ehe gingen zwei Kinder hervor, Edith und John Gould.
Seine Sammlung japanischer Keramik ist im Museum of Fine Arts in Boston, die Sammlung japanischer Gebrauchsgegenstände im Peabody Museum. Eine große Anzahl seiner Bücher stiftete er der Universität Tokio – sie verbrannten dort im großen Erdbeben von 1923.

## Veröffentlichungen
- 1875 First Book of Zoölogy New York: D. Appleton and Company, 1, 3, and 5 Bond Street.
- 1885 Ancient and Modern Methods of Arrow Release (History of Archery Series) Reprint ISBN 1-4733-2917-5
- 1886 First Book of Zoölogy Second Edition, New York: D. Appleton and Company, 1, 3, and 5 Bond Street
- 1886 Japanese Homes and Their Surroundings. New York: Harper. OCLC 3050569; reprint of 1885 edition
- 1888 Japanese Homes and Their Surroundings. Boston: Ticknor and Fields. OCLC 20970574
- 1901 Catalogue of the Morse collection of Japanese pottery. Cambridge, Printed at the Riverside Press.
- 1902 Glimpses of China and Chinese Homes. Boston: Little Brown. OCLC 1116550
- 1906 Mars and its Mystery
- 1917 Japan Day by Day, 1877, 1878-79, 1882-83. Boston: Houghton Mifflin Company. OCLC 412843
  - 1917 Japan Day by Day, Vol. I.
  - 1917 Japan Day by Day, Vol. II.
- 1922 Additional Notes on Arrow Release (History of Archery Series) Reprint ISBN 1-4733-2916-7